# Cyan Racing

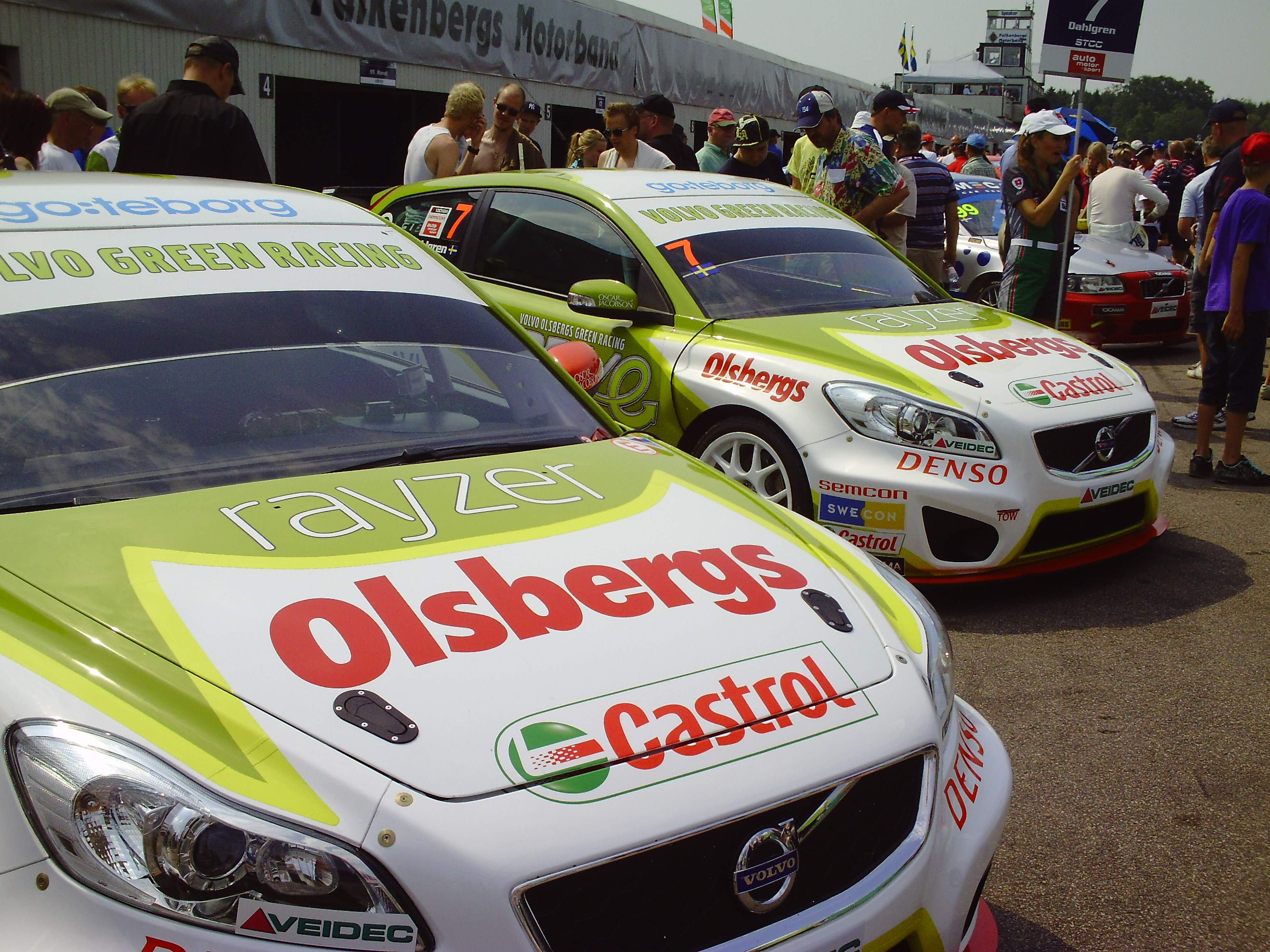
Cyans C30-modell under STCC 2010

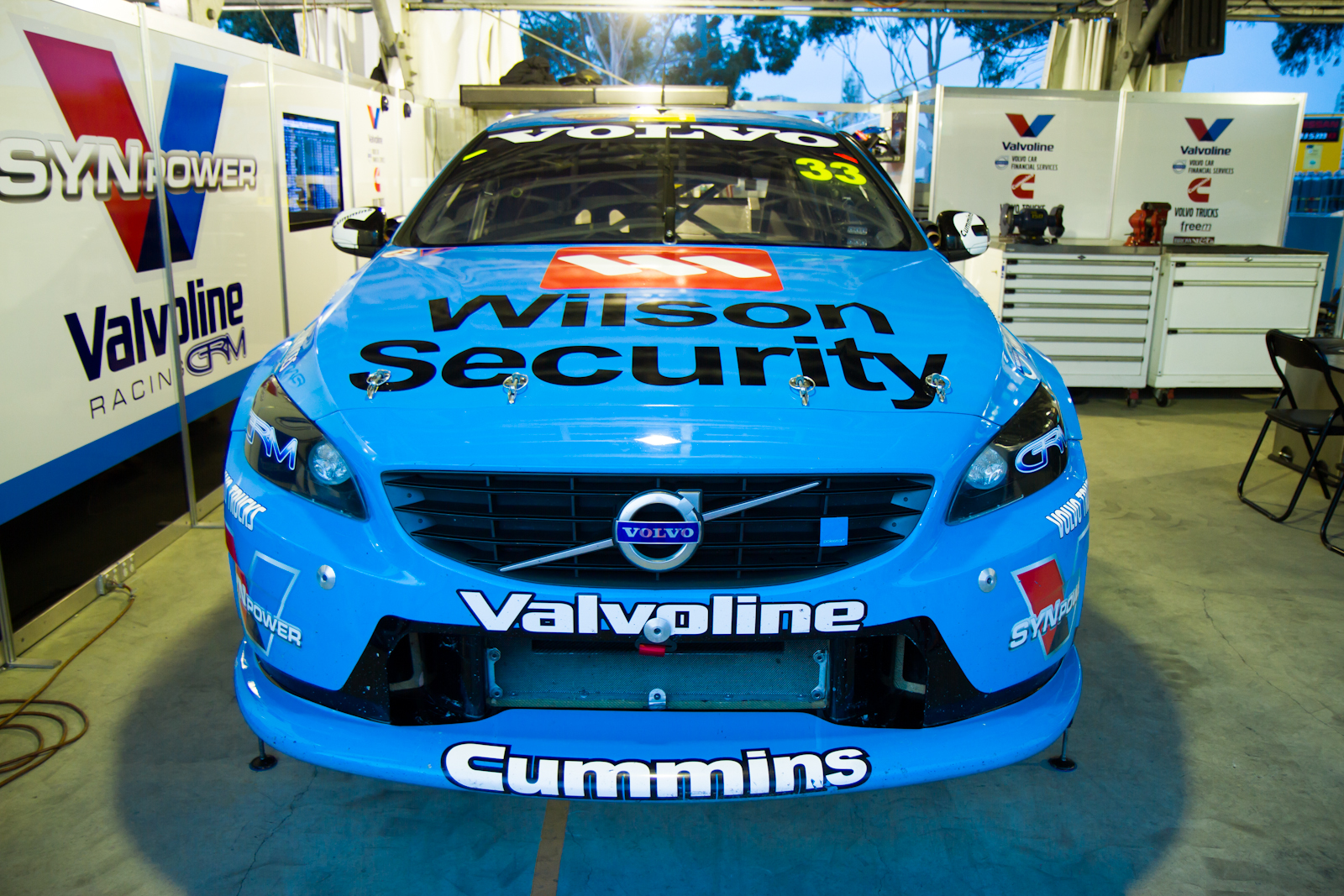
Cyan Racing i Australien

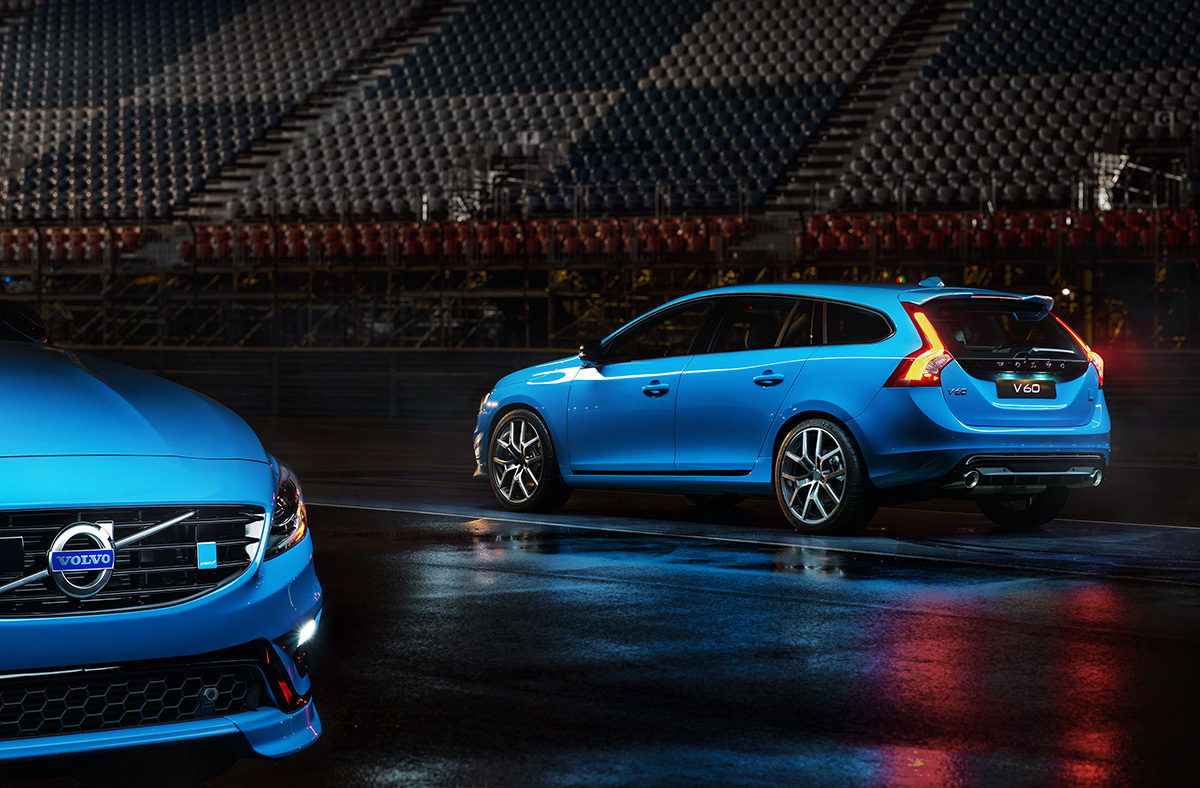
Volvo V60 Polestar – 2014

Cyan Racing startades 1996 som Volvos officiella motorsportpartner och från 2009 även deras officiella prestandapartner. Cyan Racing är sedan 2018 officiell motorsportpartner till Geely. 
Teamet började med start 2019 tävla i den officiella världscupen för standardvagnsracing, FIA WTCR, med en Lynk & Co 03. I 2022-säsongen tävlar förarna Thed Björk, Yvan Muller, Yann Ehrlacher och Ma Qing Hua för teamet.
Tidigare tävlade Cyan Racing med Volvo och Polestar i såväl svenska standardvagnsmästerskapet STCC som WTCC där de som första svenska team säkrade en världsmästartitel i banracing med föraren Thed Björk. Teamet tillverkade även V8-motorer till V8 Supercars-mästerskapet i Australien mellan åren 2014 och 2016. Under sommaren 2015 sålde Cyan Racing prestandaavdelningen av företaget till Volvo Personvagnar, en avdelning som arbetade med effektoptimeringar till gatbilar och tillverkar begränsade upplagor av prestandamodeller.

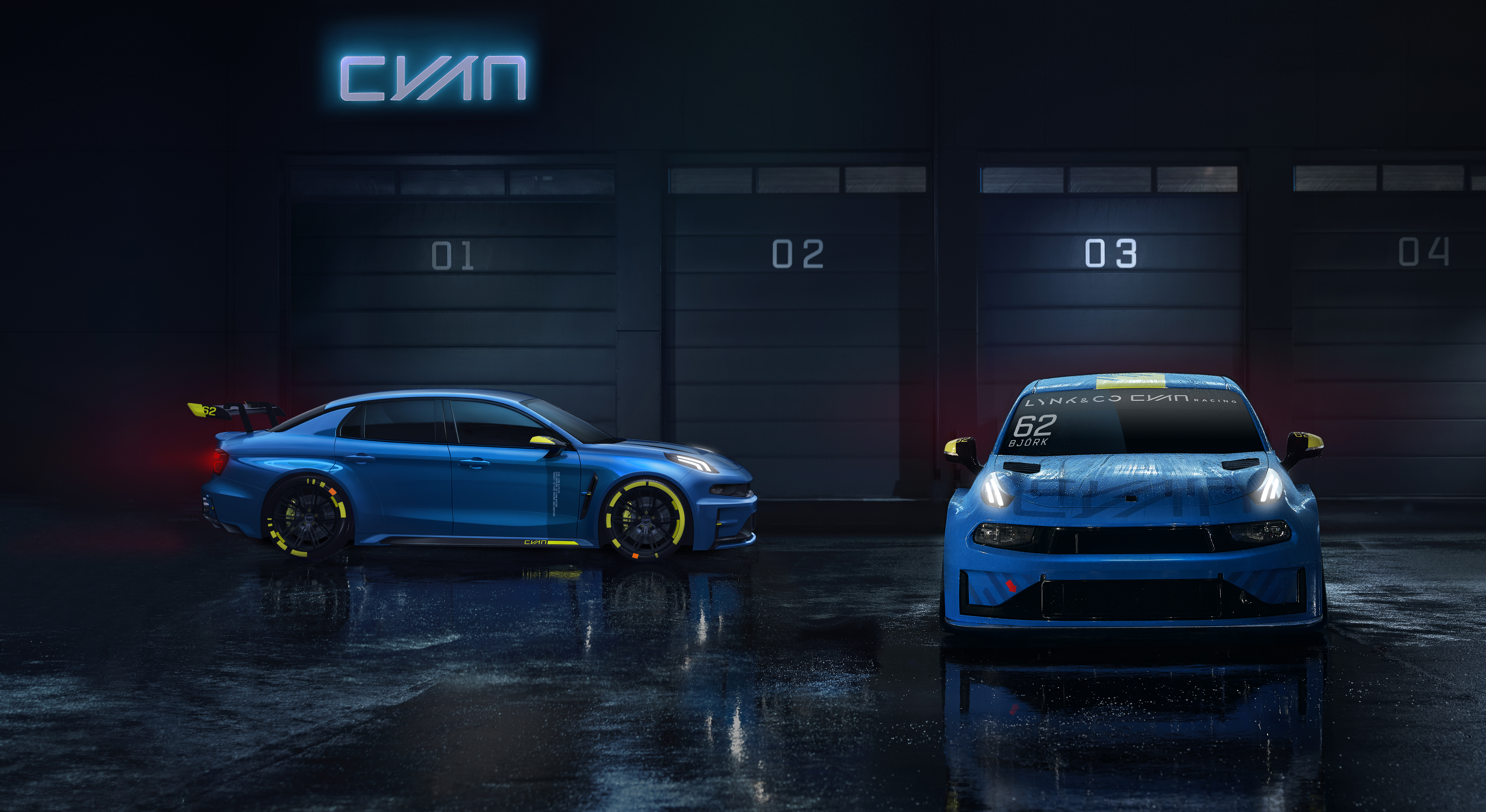
Lynk & Co 03 Concept och Lynk & Co 03 TCR

## Historia
1994 började Volvo tävla i det brittiska standardvagnsmästerskapet BTCC med en Volvo 850 kombi. Förare var Rickard Rydell, som körde mellan 1994 och 1999, samt Jan Lammers, Tim Harvey, Kelvin Burt, Gianni Morbidelli och Vincent Radermecker.
Det svenska mästerskapet STCC startades 1996 med BTCC som förebild, samma år som Cyan Racing bildades under namnet Flash Engineering av svenska racingföraren Jan "Flash" Nilsson, tillsammans med Volvo.
I början på 2000-talet omlokaliserades företaget från Halmstad till Karlstad. Samtidigt skapas ett nytt europeiskt mästerskap, ETCC, och Volvo tävlade med S60-modellen. 2003 introduceras Super 2000 reglementet i STCC, Volvo drar sig ur ETCC och avslutar samarbetet med företaget Prodrive som utvecklat bilarna för det europeiska mästerskapet. Detta innebär att utvecklingen av bilarna flyttas till Sverige och Cyan Racing för tävlan i STCC.
Under åren 2004-2005 stärks samarbetet mellan Volvo och Cyan. Robert Dahlgren anställs och vinner sin första STCC-tävling. Bolaget byter namn till Polestar Racing då Jan "Flash" Nilson säljer sin andel av företaget och behåller namnet Flash Engineering. Christian Dahl är ny majoritetsägare. Det kommande året flyttar Cyan sin verksamhet till Göteborg och bolaget tar också över delar av Volvos utbildningsverksamhet.
Miljöbränslet E85 blir tillåtet i STCC inför säsongen 2007 och Cyan debuterar en ny etanolversion av den 5-cylindriga tävlingsmotorn. Robert Dahlgren segrar i de inledande loppen och slutade totalt på en andraplats i säsongen 2007.
Under slutet på årtiondet utvecklas företaget starkt, mycket på grund av att Volvo ger Cyan uppdraget att bygga en tävlingsversion av C30-modellen. Detta innebär att företaget växer med cirka 30%. 2009 kommer nästa stora steg när Cyan lanserar Polestar Performance som tar fram mjukvaru-uppgraderingar för Volvos gatbilar som ökar effekten och vridmomentet. Samma år tillverkar Polestar även sin första konceptbil i form av Volvo C30 Polestar.
2014 tog Polestar nästa steg genom att börja serietillverka gatbilar tillsammans med Volvo i form av de 350-hästkrafter starka modellerna Volvo S60 och V60 Polestar.
Juli 2015 sålde Christian Dahl Polestars prestandaavdelning till Volvo Personvagnar, i köpet ingick även namnet Polestar. Kvar i Dahls ägo är racingavdelningen som i samband med affären bytte namn till Cyan Racing.
I början av 2018 avslöjade Cyan Racing ett nytt samarbete med Geely och Lynk & Co där de inleder en satsning i WTCR samt byggde en 500-hästars konceptbil på modellen Lynk & Co 03.
I september 2020 avslöjade Cyan Racing en ny modell i form av Volvo P1800 Cyan, en "restomod" som byggs till kunder världen om.

## Cyan Racing
Cyan Racing tävlade i STCC från starten 1996 till 2016, med undantag för 2012 då de tävlade i TTA - Elitserien i Racing.
Meriterna inkluderar elva förartitlar och 14 teamtitlar:
Förartitlar
- 1996 - STCC - Jan "Flash" Nilsson - Volvo 850 Super Touring
- 1997 - STCC - Jan "Flash" Nilsson - Volvo 850 Super Touring
- 2009 - STCC - Tommy Rustad - Volvo C30 Super 2000
- 2012 - TTA - Fredrik Ekblom - Volvo S60 TTA
- 2013 - STCC - Thed Björk - Volvo S60 TTA
- 2014 - STCC - Thed Björk - Volvo S60 TTA
- 2015 - STCC - Thed Björk - Volvo S60 TTA
- 2016 - STCC - Richard Göransson - Volvo S60 TTA
- 2017 - WTCC - Thed Björk - Volvo S60 TC1
- 2020 - WTCR - Yann Ehrlacher - Lynk & Co 03 TCR
- 2021 - WTCR - Yann Ehrlacher - Lynk & Co 03 TCR

Teamtitlar:
- 2002 - STCC
- 2003 - STCC
- 2009 - STCC
- 2010 - STCC
- 2012 - TTA
- 2013 - STCC
- 2014 - STCC
- 2015 - STCC
- 2016 - STCC
- 2017 - WTCC
- 2018 - WTCR
- 2019 - WTCR
- 2020 - WTCR
- 2021 - WTCR

Teamet har tävlat med 850, S40, S60, C30 och senast nya S60-modellen i STCC, ETCC, WTCC och V8 Supercars. Förare som tävlat för teamet inkluderar Jan "Flash" Nilsson, Jens Edman, Mattias Ekström, Edward Sandström, Tommy Rustad, Rickard Rydell, Linus Ohlsson, Fredrik Ekblom, Thed Björk, James Thompson, Gabriele Tarquini, Scott McLaughlin, David Wall, Richard Göransson och prins Carl Philip Bernadotte.
Efter att ha tävlat och vidareutvecklat bilar från Tom Walkinshaw Racing och Prodrive fram till 2007 inledde Cyan utvecklingen av sin första egna tävlingsbil 2008 i form av Volvo C30 S2000. I sin debutsäsong brottades teamet med en del barnsjukdomar, men avslutade säsongen starkt med två segrar. Ett år senare var teamet med i den absoluta toppen, tog samtliga pole positions och säkrade förartiteln med Tommy Rustad efter en kontroversiell säsongsavslutning.
Efter att ha gjort inhopp i WTCC under säsongerna 2008, 2009 och 2010 tävlade Cyan full säsong i världsmästerskapet 2011. Robert Dahlgren var ensam förare och Cyan utvecklade en helt ny 1.6-liters turbomotor som baserades på Volvos nya motorfamilj Volvo Engine Architecture. Bästa resultat blev en fjärdeplats i VM-deltävlingen på Oschersleben i Tyskland. Satsningen blev dock nedlagd efter premiärsäsongen och Cyan satsade istället enbart på tävlan i Sverige.
2012 var första säsongen med nya S60-modellen i TTA - Elitserien i Racing. Cyan säkrade en trippeltitel med Fredrik Ekblom som förarmästare, Cyan som teammästare och Volvo som märkesmästare. Året efter gick TTA och STCC samman, Cyan Racing tävlade med fem bilar och Thed Björk tog hand om SM-guldet.
Till säsongen 2014 började Volvo tävla i australiska V8 Supercars med två Volvo S60-bilar. Cyan stod för utveckling av V8-motorn, som baseras på B8444S-motorn som tidigare fanns tillgänglig för S80 och XC90-modellerna, samt tekniskt samarbete kring olika områden med australiska racingstallet Garry Rogers Motorsport, som driver bilarna på plats i mästerskapet. Föraren Scott McLaughlin slutade som bäst på tredje plats i V8 Supercars 2016.
2016 inledde teamet en satsning på världsmästerskapet WTCC tillsammans med Volvo och Polestar med Volvo S60-modellen som byggdes enligt reglementet TC1. Satsningen resulterade i en dubbel världsmästartitel 2017 för förare med Thed Björk och för team.
2018 tävlade teamet i WTCR med två Hyundai i30 N TCR i samarbete med Yvan Muller Racing och tog teamtiteln.
Året därefter, 2019, inledde teamet en ny satsning med Lynk & Co och säkrade teamtiteln samt bronsmedaljen i förarmästerskapet med Yvan Muller.
Säsongen 2020 säkrade teamet både förartiteln och teamtiteln i WTCR med Yann Ehrlacher som ny WTCR-mästare. Teamet upprepade resultatet 2021 där Yann Ehrlacher blev den första föraren någonsin att försvara sin WTCR-titel.

## Polestar Performance
Polestar Performance sysslar med effektoptimering av Volvomotorer och tillverkning av konceptbilar samt prestandamodeller. Företaget startades av Cyan Racing och ägaren Christian Dahl och såldes 2015 till Volvo Personvagnar. 
Företagets första produkt var effektoptimeringar och till skillnad från andra så kallade "trimfirmor" bibehålls Volvos original-garanti på bilen, även efter effektoptimeringen. Detta möjliggjordes av det täta samarbetet med Volvo. Effektoptimeringen ökar hästkrafter och vridmomentet samt modifierar gasresponsen, hur stor ökningen blir är olika beroende på bland annat motor, växellåda och årsmodell.
2009 tillverkade Polestar sin första konceptbil i form av Polestar Performance Concept Prototype för att fira STCC-titeln 2009. Bilen har drygt 400 hästkrafter och 510 Nm och hyllas i media världen över.
2012 introduceras nästa konceptbil i form av Volvo S60 Polestar Concept som har en 6-cylindring motor på 508 hästkrafter. Även den här bilen får starka recensioner världen över och sätter banrekord på amerikanska racingbanan Laguna-Seca för fyradörrarsbilar.
Tidigt 2013 lanserade Polestar sin första produktionsmodell: Volvo S60 Polestar. Bilen såldes uteslutande i Australien som ett första test hur efterfrågan av nya prestandamodeller från Volvo är.
I slutet av 2013 tog Polestar steget fullt ut till att sälja två nya modeller världen över: Volvo S60 och V60 Polestar. Bilen hade en sexcylindrig motor på 350 hästar och 500 Nm. Övriga ändringar inkluderade ett omarbetat chassi och nya exteriöra samt interiöra detaljer. Bilen började säljas till kund i juni 2014.